# Чимтай
Чимтай — хан східної частини Золотої Орди з роду Борджигінів. За руськими й перськими джерелами був ханом Білої Орди, а за тюрксько-монгольськими джерелами — Синьої Орди. Правив між 1344 та 1360 роками.
Він був сином хана Ерзена (Ібісан). Став білоординським ханом після свого дядьки Мубарака Кожі.
Накінець його правління його син або родич Урус (майбутній білоординський хан) закликав Чимтая використати міжусобицю у Золотій Орді й стати ординським ханом. Він відмовився від цієї нагоди, але відправив очолити Орду свого брата Орду-Шейха, якого було вбито в Орді.
Чимтай помер 1360 року. Після нього ханом Білої Орди став Урус-хан.

## Родовід
- Чингісхан
- Джучі
- Орда-Хан
- Сартактай
- Кочу
- Баян
- Сасі-Бука
- Ілбасан
- Чимтай

## Дивиться також
- Список ханів Золотої Орди